# Transports dans la Marne
Les transports dans le département français de la Marne sont caractérisés par l'importance des infrastructures terrestres reliant l’Île-de-France à la Lorraine, à l'Alsace et à l'Allemagne. À côté de l'axe historique de la vallée de la Marne se développe un axe plus au nord, capté par le poids démographique et économique de l'agglomération de Reims, et par lequel passent les infrastructures les plus récentes (autoroute et LGV).

## Transport routier

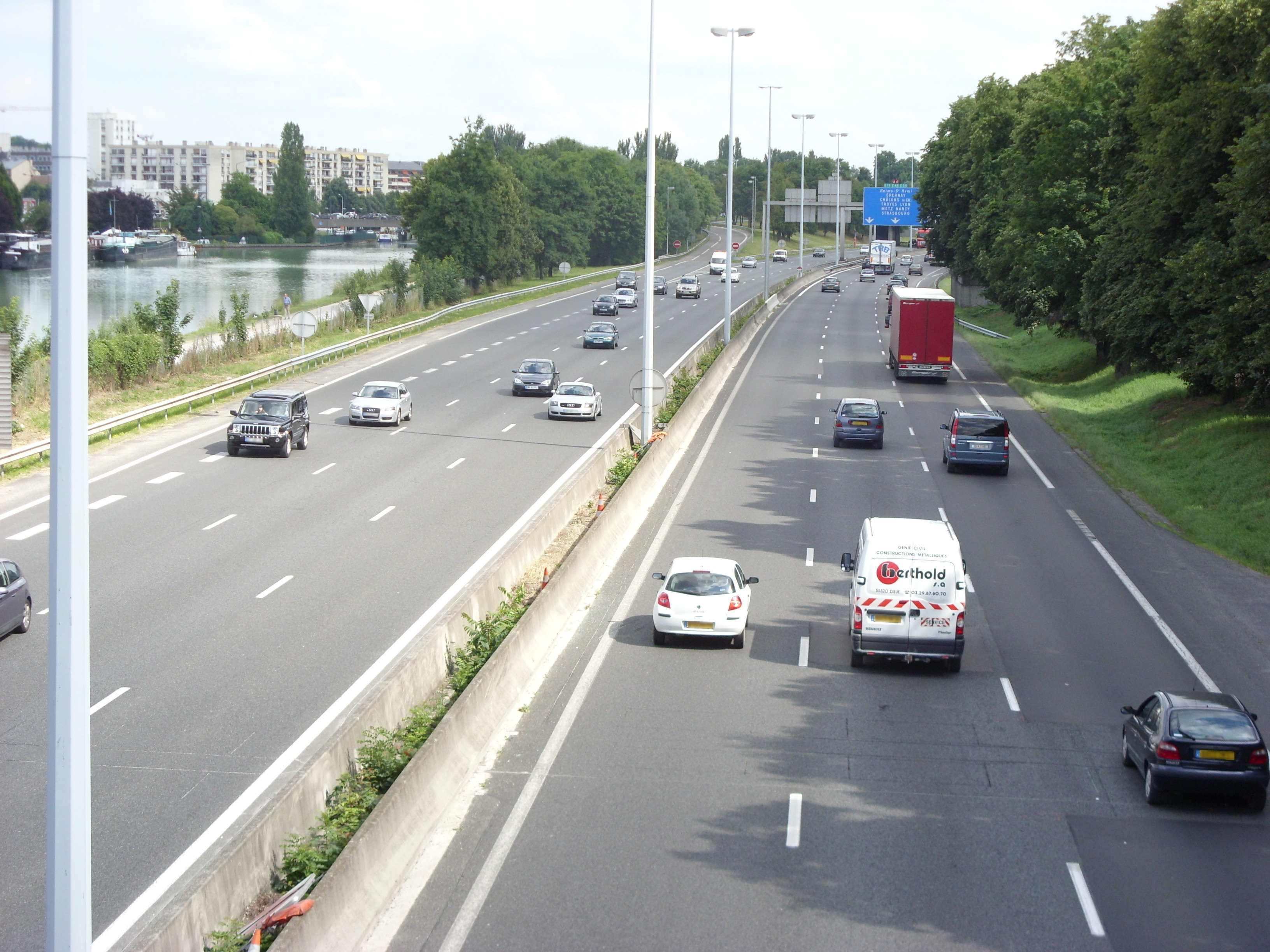
L'autoroute A4 traversant Reims, avant sa renumérotation en A344 lors de l'ouverture du contournement sud de la ville.

### Infrastructures routières
La Marne et ses deux principales agglomérations, Reims et Châlons-en-Champagne, sont à l'intersection de deux des principales autoroutes du nord-est de la France, l'autoroute A4 (Paris-Metz-Strasbourg) et l'autoroute A26 (Calais-Saint-Quentin-Troyes). Jusqu'en 2010, le tronc commun de ces deux autoroutes traversait le cœur de l'agglomération rémoise ; l'autoroute A4 contourne maintenant la ville par le sud, mais l'autoroute urbaine, renommée A344, accueille toujours plus de 60 000 véhicules par jour. L'agglomération de Reims est également à l'origine de la route nationale 51, qui avec l'autoroute A34, relie la ville des sacres à Charleville-Mézières, Sedan et la Belgique.
Bien que l'itinéraire le plus court et la route nationale historique entre Paris et Strasbourg passent par le sud de la Marne, un tracé plus au nord a été choisi pour l'autoroute A4 au début des années 1970, par Reims et Metz. La route nationale 4 et la route nationale 44 (qui relie la première à l'A4) sont progressivement aménagées en voie rapide à 2x2 voies, mais cet aménagement reste incomplet, notamment dans le sud-ouest rural du département.

### Transport collectif de voyageurs
La Marne est desservie par le réseau régional de transport routier Fluo Grand Est, qui compte 7 lignes interurbaines (hors transport scolaire) dans le département, ainsi que du transport à la demande. Ces services sont exploités par Keolis Marne.

## Transport ferroviaire

### Historique

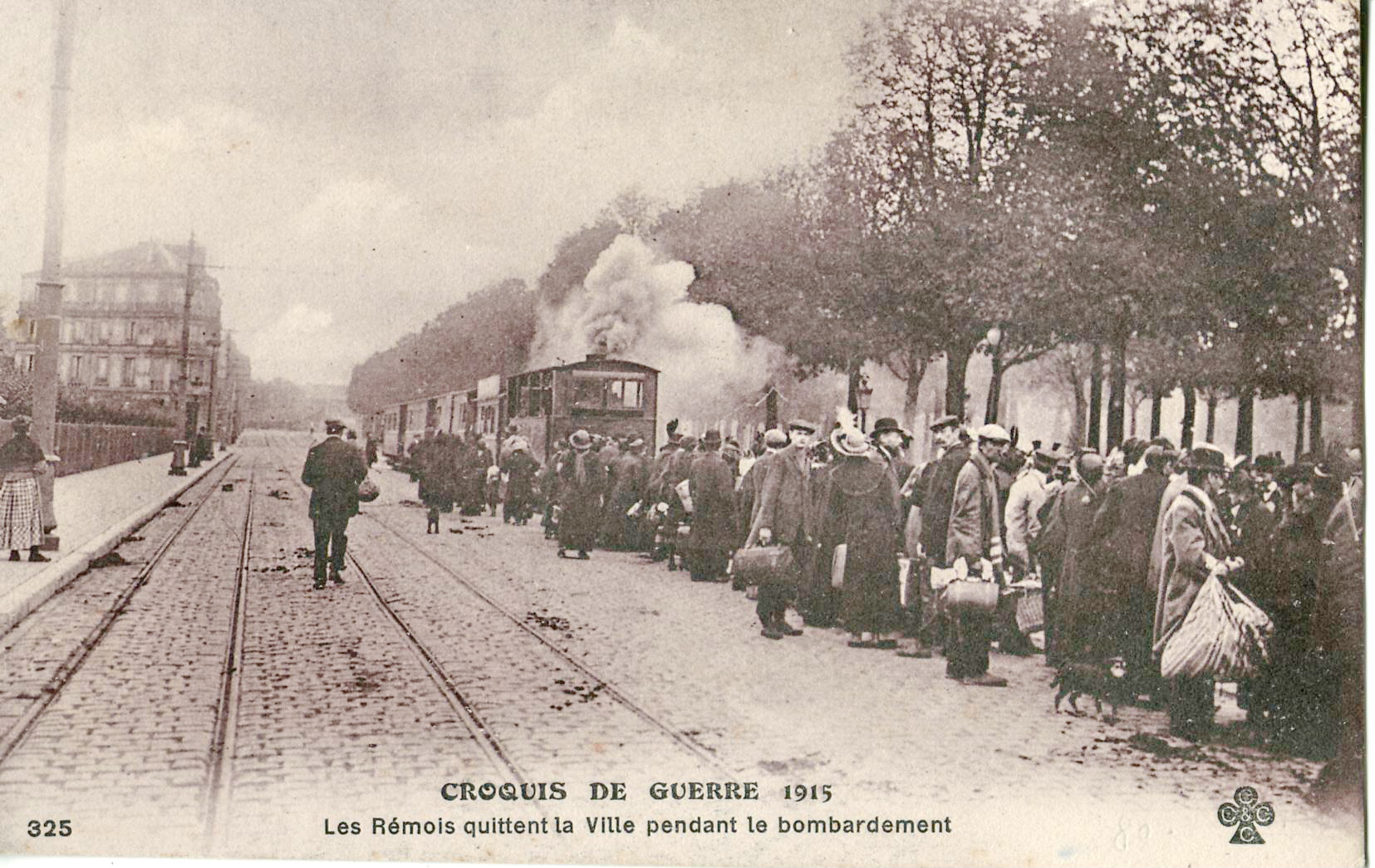
Évacuation des Rémois en 1915 par les Chemins de fer de la Banlieue de Reims.

La ligne de Paris à Strasbourg, construite dans la vallée de la Marne par Épernay, Châlons-sur-Marne et Vitry-le-François, est le premier chemin de fer du département, ouvert entre 1849 et 1851. Son antenne vers Reims est mise en service en 1854.
Le réseau d’intérêt général a principalement été développé dans le département par la Compagnie des chemins de fer de l'Est. À la fin du XIXe siècle, le chemin de fer d’intérêt général atteignait la plupart des villes et bourgs du département, dont Anglure, Bazancourt, Bétheniville, Esternay, Fère-Champenoise, Fismes, Givry-en-Argonne, Montmirail, Sainte-Menehould, Sézanne, Sommesous, Sompuis, Suippes et Vertus. Comme dans les autres départements proches de la frontière allemande, la plupart des lignes, même à faible trafic, sont construites à double voie dans un objectif militaire.
La Marne a également été desservie à partir de 1896 par un réseau de chemins de fer d’intérêt local, les Chemins de fer de la Banlieue de Reims, qui s'étendront à leur apogée sur plus de 300 km de lignes à écartement métrique. Ce réseau a complètement disparu au lendemain de la Seconde Guerre mondiale.
La Marne, département où le développement du chemin de fer a été encouragé par des considérations stratégiques mais resté largement rural et peu peuplé, sera particulièrement touchée par les différentes vagues de fermetures de chemin de fer des années 1930 aux années 1970, et jusqu'au XXIe siècle. Des gares comme Sainte-Menehould et Esternay, jadis au cœur d'importantes étoiles ferroviaires, ne voient plus passer aucun train.
La desserte de Reims depuis Paris, qui passait initialement par Épernay, est déviée par la ligne de Trilport à Bazoches lors de l'ouverture de celle-ci en 1894. Puis, lors de l'électrification du grand axe de Paris à Strasbourg et de son antenne d'Épernay à Reims au début des années 1960, le trafic rebascule sur son itinéraire d'origine, avant de changer une nouvelle fois d'itinéraire en 2007 lors de l'ouverture de la LGV Est européenne qui met Reims à 45 min de Paris.
|                                             |
| Le réseau ferroviaire à son apogée en 1930. |

|                                     |
| Le réseau ferroviaire de nos jours. |

|                                                    |
| Carte animée de l’évolution du réseau ferroviaire. |

### Situation actuelle

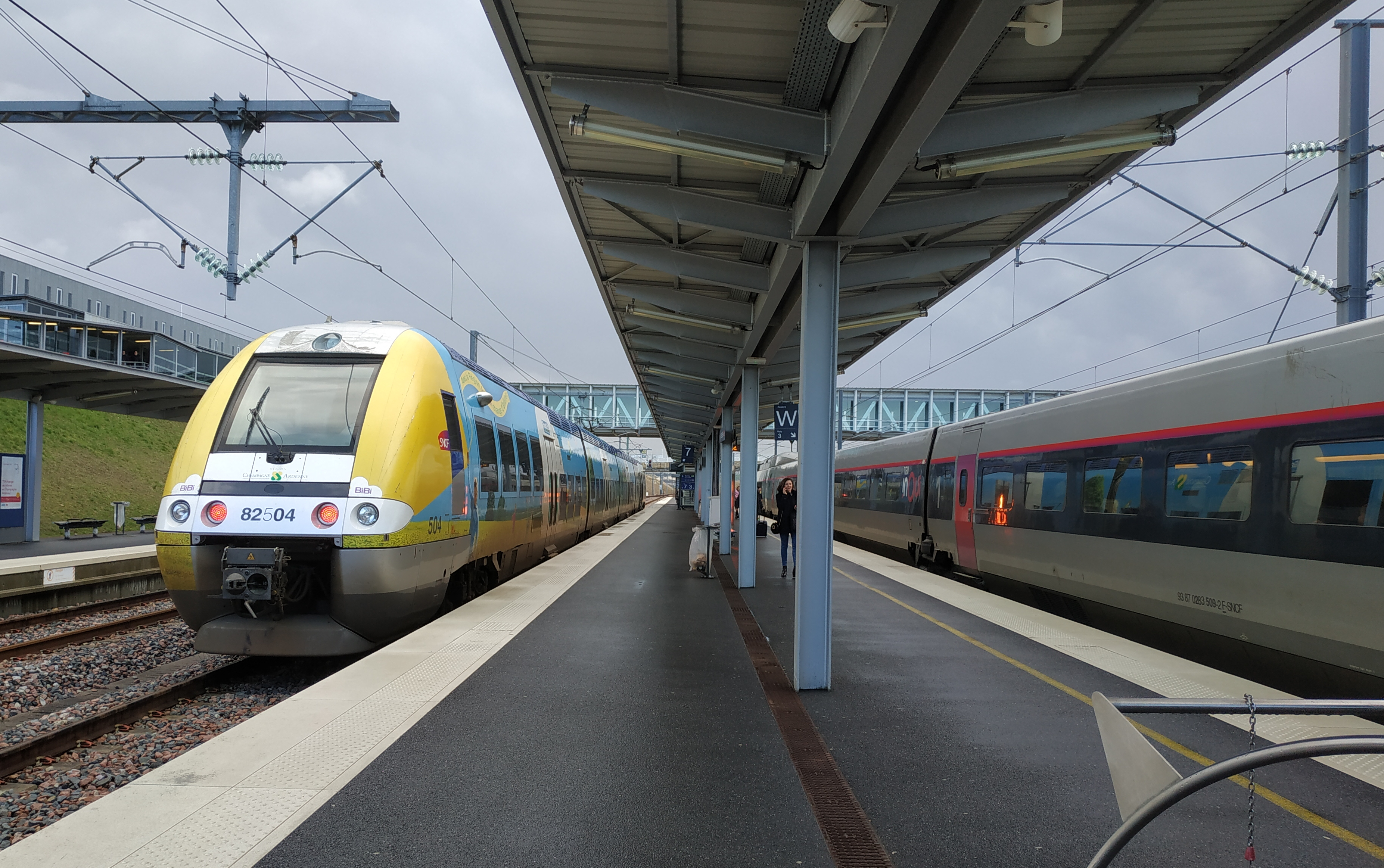
Correspondance quai à quai entre un TGV inOui et un TER Grand Est en gare de Champagne-Ardenne TGV.

La principale gare de voyageurs est Reims, avec 3 800 000 voyageurs en 2019 ; viennent ensuite Champagne-Ardenne TGV, Châlons-en-Champagne et Épernay, avec une fréquentation annuelle entre 780 000 et 1 160 000 voyageurs.
Depuis son ouverture en 2007, la LGV Est européenne est le principal axe ferroviaire du département, permettant de relier à grande vitesse Paris-Est à Reims, Châlons-en-Champagne et Vitry-le-François, ainsi que Champagne-Ardenne TGV (gare bis de Reims) à Strasbourg, Lille, Nantes, Rennes et Bordeaux. Toutefois, pour les trains de fret et les trains régionaux (TER Grand Est dit TER Fluo), la ligne de Paris-Est à Strasbourg-Ville reste l'axe principal du département.
Reims est au cœur d'une étoile à cinq branches voyageurs (hors LGV), qui la relie à Charleville-Mézières, Châlons-en-Champagne, Épernay, Fismes et Laon. Ces branches sont toutes à double voie, sauf celle d'Épernay.
Département agricole, la Marne conserve un trafic de fret agricole sur plusieurs lignes fermées aux voyageurs.

## Transport fluvial
La Marne est navigable et en partie canalisée. Elle est reliée à l'Aisne par le canal de l'Aisne à la Marne, qui traverse Reims. Le faible gabarit de ces voies d'eau (gabarit Freycinet ou classe I) les destine principalement à la navigation de plaisance aujourd'hui.

## Transport aérien
Depuis la fermeture en 2006 de l'aéroport de Reims-Champagne (situé à Bétheny, à distinguer de l'aéroport de Reims-en-Champagne situé à Prunay), le seul aéroport du département desservi par des vols commerciaux réguliers est l'aéroport de Châlons-Vatry (appelé commercialement Paris-Vatry). Cet aéroport est desservi par la compagnie à bas coût Ryanair. Mais pour les voyageurs, le principal point d'accès au transport aérien est l'aéroport de Paris-Charles-de-Gaulle, à 30 minutes de Reims en TGV.
En revanche, Châlons-Vatry est un important aéroport de fret et centre logistique.
La Marne compte également plusieurs aérodromes dédiés à l'aviation de tourisme, de loisirs, d'affaires ou sanitaire : Châlons - Écury-sur-Coole, Épernay - Plivot, Reims-en-Champagne (Prunay), Sézanne - Saint-Remy et Vitry-le-François - Vauclerc.

## Transports en commun urbains et périurbains

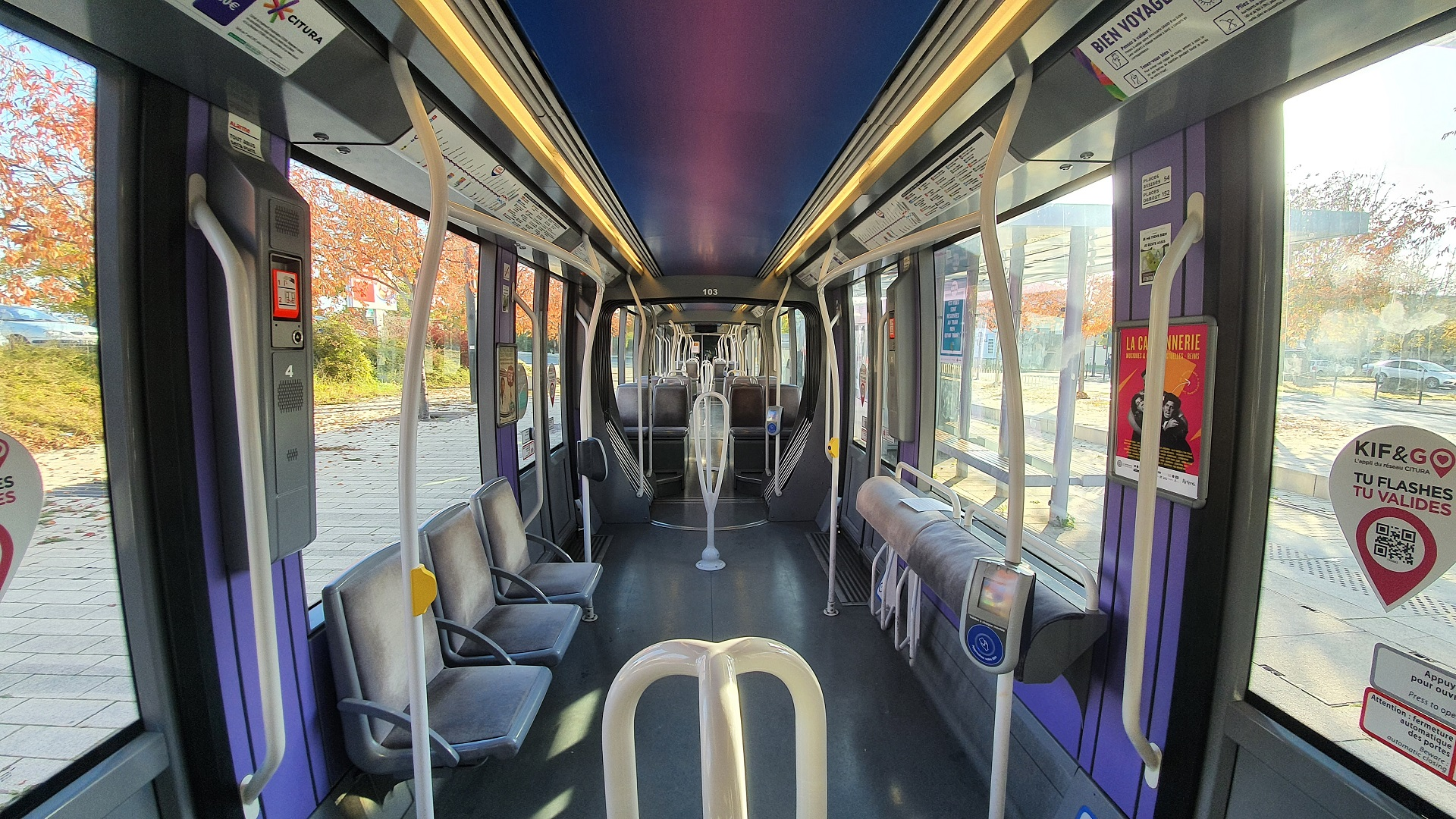
Intérieur d'un tramway de Reims.

Le Grand Reims, Châlons-en-Champagne Agglo, Épernay Agglo Champagne, la Communauté de communes de la Grande Vallée de la Marne, la commune de Sainte-Menehould et Saint-Dizier Der & Blaize Agglomération (dont le territoire inclut 10 communes de la Marne) sont autorités organisatrices de la mobilité sur leur territoire et organisent des services de transport dans leur ressort territorial.
Il s'agit principalement de réseaux d'autobus, mais Reims est équipée depuis 2011 d'un tramway qui relie le quartier d'Orgeval à la gare TGV via le centre-ville.
L'ancien tramway de Reims et l'ancien tramway de Châlons-sur-Marne ont respectivement circulé de 1881 à 1939 et de 1897 à 1938.

## Modes doux
Le département est traversé par plusieurs voies vertes, véloroutes et sentiers de grande randonnée.